# Вілл Грігг
Вілл Грігг (англ. Will Grigg, нар. 3 липня 1991, Соліхалл) — північноірландський футболіст, нападник клубу «Віган Атлетік».
Виступав, зокрема, за клуби «Волсолл» та «Брентфорд», а також національну збірну Північної Ірландії.

## Клубна кар'єра
Народився 3 липня 1991 року в місті Соліхалл.
У дорослому футболі дебютував 2007 року виступами за команду клубу «Стратфорд Таун», в якій провів один сезон, взявши участь лише у 2 матчах чемпіонату. 
Своєю грою за цю команду привернув увагу представників тренерського штабу клубу «Волсолл», до складу якого приєднався 2008 року. Відіграв за клуб з Волсолла наступні п'ять сезонів своєї ігрової кар'єри.
У 2013 році уклав контракт з клубом «Брентфорд», у складі якого провів наступний рік своєї кар'єри гравця.  Більшість часу, проведеного у складі «Брентфорда», був основним гравцем атакувальної ланки команди.
Протягом 2014—2015 років захищав кольори команди клубу «Мілтон-Кінс Донс».
До складу клубу «Віган Атлетік» приєднався 2015 року. Відтоді встиг відіграти за клуб з Вігана 16 матчів в національному чемпіонаті.
31 січня 2019 року за 4 млн фунтів перейшов до «Сандерленду». За клуб дебютував 9 січня у виїзному матчі проти «Оксфорд Юнайтед».

## Виступи за збірні
У 2009 році дебютував у складі юнацької збірної Північної Ірландії, взяв участь у 17 іграх на юнацькому рівні, відзначившись 5 забитими голами.
Протягом 2010–2012 років залучався до складу молодіжної збірної Північної Ірландії. На молодіжному рівні зіграв у 10 офіційних матчах, забив 1 гол.
У 2012 році дебютував в офіційних матчах у складі національної збірної Північної Ірландії. Наразі провів у формі головної команди країни 7 матчів.